# كريتوس
كريتوس (بالإنجليزية: Kratos) هو شخصية لعبة فيديو خيالية من سلسلة ألعاب شركة إس سي إي سانتا مونيكا ستوديو المستندة على الأساطير الإغريقية والمسماة بإله الحرب. ظهر كريتوس للمرة الأولى إله الحرب عام 2005 وظهر في عدة أجزاء أخرى كبطل القصة، كما ظهر في روايات وقصص مصورة بنفس اسم السلسلة. أدى صوته الممثل الأمريكي تيرنس كارسون. هو محارب من أسبرطة يتضح في نهاية الأمر أنه نصف إله ثم يصبح إله الحرب. تتمركز السلسلة حول رغبة كريتوس في الانتقام وتلقي الضوء على أصول كريتوس وعلاقته بعائلته والآلهة.
في هذه السلسلة، كريتوس يشرع في سلسلة من المغامرات في محاولة إما لتجنب كارثة أو لتغيير قدره. غالبًا يتم تصويره كشخص غير مبالي بالآخرين ويميل للعن
احد أكثر شخصيات البلاي ستيشن شعبية وحصلت على إشادة من النقاد. وظهر في ألعاب بلاي ستيشن الحصرية الأخرى مثل ليتل بيغ بلانت.

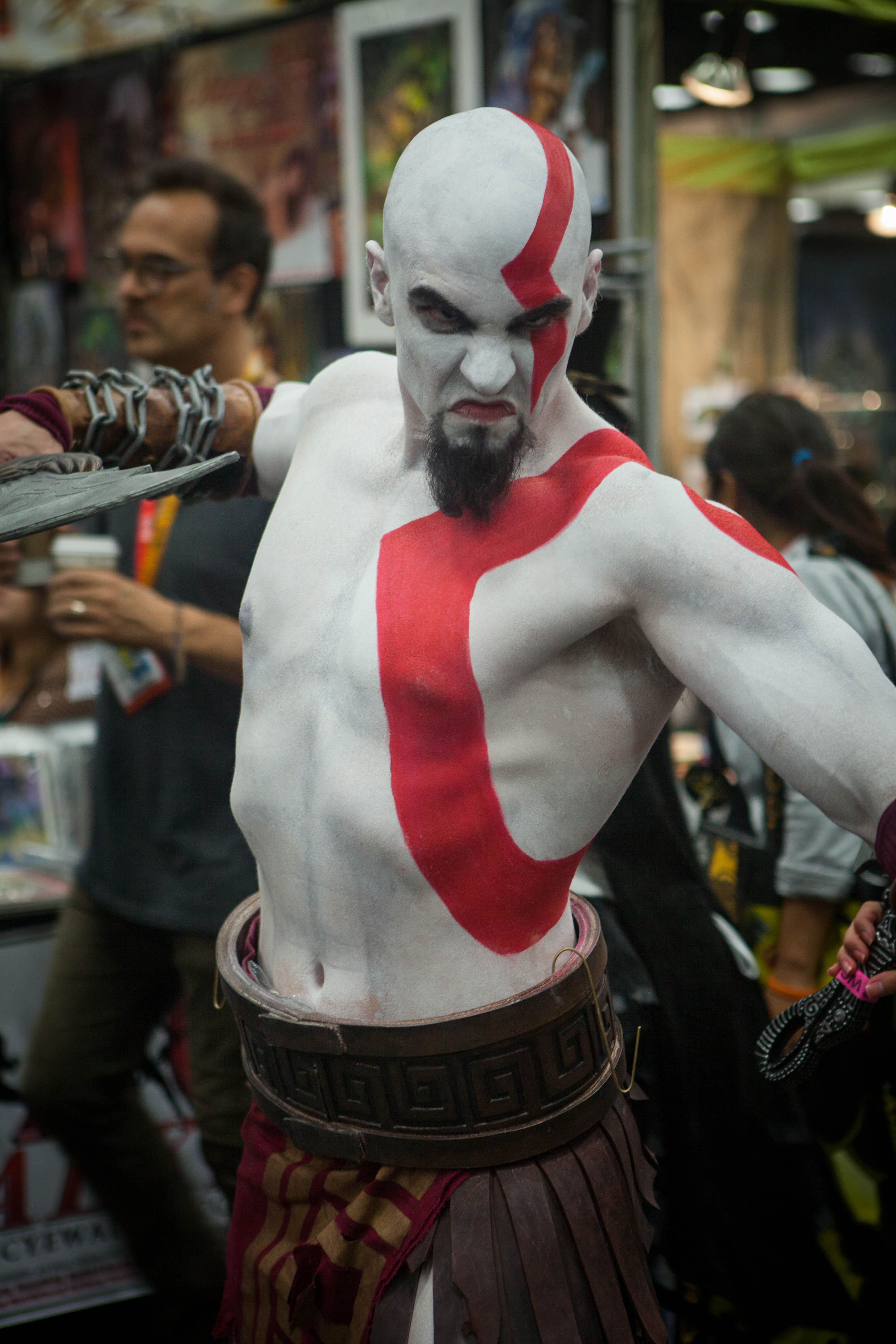
كوزبلاي كريتوس في كوميك-كون.

## الظهور الشخصي

### سلسلة إله الحرب
- إله الحرب
- إله الحرب 2
- إله الحرب 3
- إله الحرب: الارتقاء
- إله الحرب: الخيانة
- إله الحرب: شبح إسبرطة
- إله الحرب: سلاسل الأولمب
- إله الحرب 4
- إله الحرب: راجناروك

### الظهور في الألعاب الأخرى
- في 2008 ظهر في لعبة هوت شوتس غولف: أوت أوف بوندز كمحتوى قابل للتحميل.[3]
- ظهر في لعبة ليتل بيغ بلانت.[2]
- سول كاليبر: بروكن دستني [4]
- مورتال كومبات ظهر كشخصية فرعية خارج القصة.
- بلاي ستيشن كل النجوم باتل رويل
- فورتنايت باتل رويال